# Lộc Phong
Lộc Phong (tiếng Trung: 禄丰市, Hán Việt: Lộc Phong thị) là một thành phố cấp huyện thuộc Châu tự trị dân tộc Di Sở Hùng tại tỉnh Vân Nam, Cộng hòa Nhân dân Trung Hoa. Thành phố này có diện tích 3536 km2, dân số năm 2002 là 414.261 người. Thành phố này là nơi phát hiện ra hóa thạch khủng long và người vượn.

## Các đơn vị hành chính
Lộc Phong quản lý các đơn vị hành chính gồm 3 hương và 11 trấn sau:
- Các trấn: Kim Sơn, Quảng Thông, Bích Thành, Nhân Hưng, Cần Phong, Nhất Bình Lãng, La Xuyên, Thổ Quán, Hắc Tỉnh, Hòa Bình.
- Các hương: Trung Thôn, Thỏa An, Cao Phong.

Thành phố này có 79 hội đồng thôn dân.